# Nearctodesmus pseustes
Nearctodesmus pseustes är en mångfotingart som beskrevs av Chamberlin 1949. Nearctodesmus pseustes ingår i släktet Nearctodesmus och familjen Nearctodesmidae. Inga underarter finns listade i Catalogue of Life.